# Niżnia Gerlachowska Przełączka
Niżnia Gerlachowska Przełączka, także Niżnia Gierlachowska Przełączka (słow. Nižná Gerlachovská lávka) – przełączka znajdująca się w północnej grani Zadniego Gerlacha w słowackich Tatrach Wysokich. Leży ona w ich głównej grani i oddziela Wyżnią Wysoką Gerlachowską od Niżniej Wysokiej Gerlachowskiej (dokładnie od Gerlachowskiej Turniczki). Na siodło tej przełęczy nie prowadzi żaden znakowany szlak turystyczny.
Ponad Niżnią Gerlachowską Przełączką góruje niepozorna Gerlachowska Turniczka, która oddziela ją od sąsiedniej Wyżniej Łuczywniańskiej Szczerbiny. Obie te przełączki traktowano niegdyś jako jedną i wspólnie figurowały pod nazwą Gerlachowska Przełączka.

## Historia
Pierwsze wejścia turystyczne:
- Jan Bachleda Tajber, 5 września 1903 r. – letnie,
- Pavel Krupinský i Matthias Nitsch, 22 marca 1936 r. – zimowe.

## Bibliografia

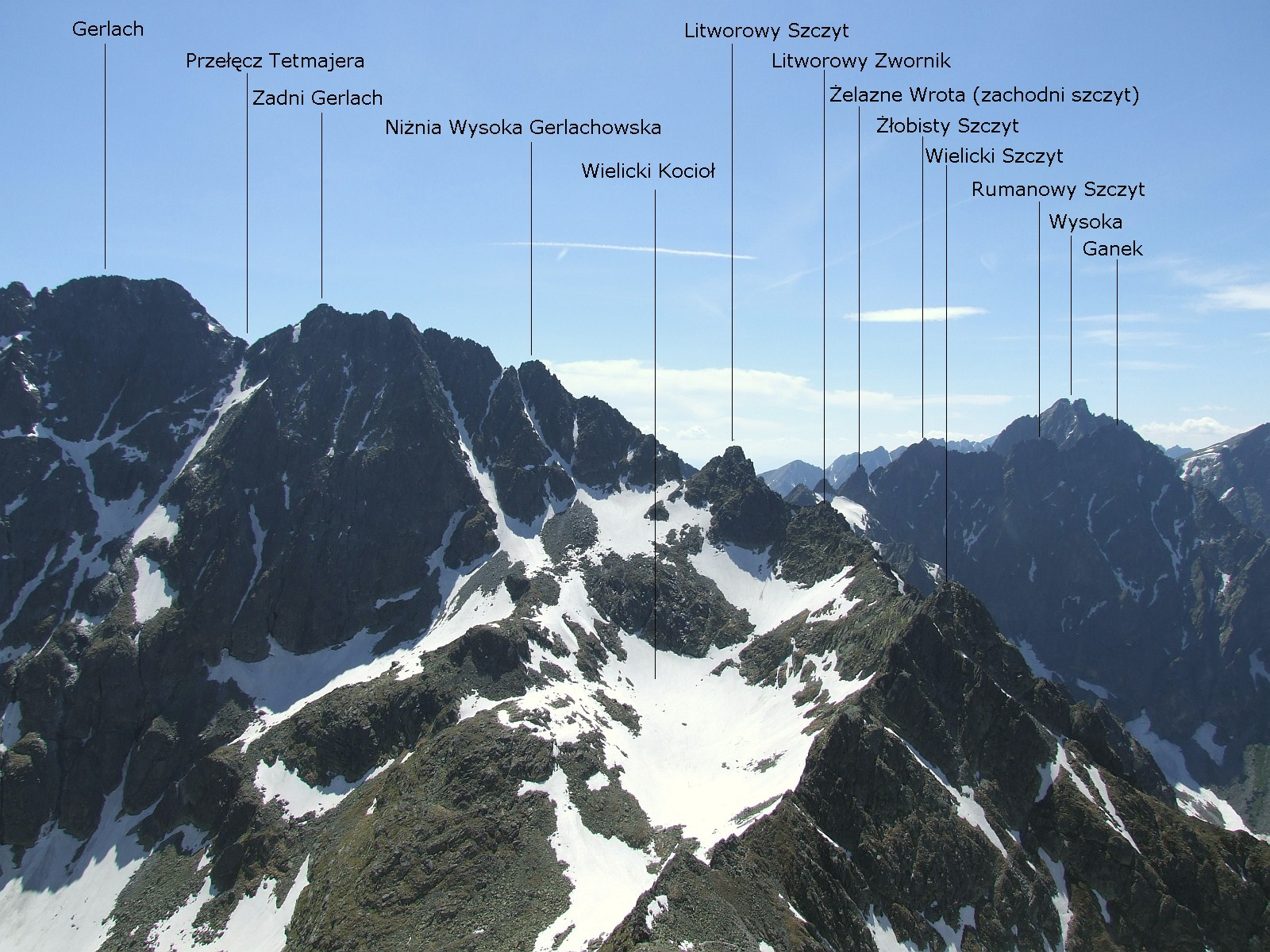
Niżnia Gerlachowska Przełączka widoczna poniżej Niżniej Wysokiej Gerlachowskiej (na lewo od niej)